# Эскадренные миноносцы типа «Лейтенант Шестаков»
Эскадренные миноносцы типа «Лейтенант Шестаков» — корабли типа эскадренных миноносцев, построенных для Российского Императорского флота в период 1904—1906 годов. До 10 октября 1907 года эскадренные миноносцы первых серий (водоизмещением более 600 тонн) классифицировались как минные крейсера. Всего было построено 4 единицы. Головной корабль — эскадренный миноносец «Лейтенант Шестаков».
В ходе Первой мировой войны корабли типа «Лейтенант Шестаков» оказывали огневую поддержку сухопутным частям, несли блокадную службу у берегов Турции и Болгарии. В общей сложности ими было уничтожено около 40 парусных судов и небольших пароходов противника.

## История
Проект «Лейтенант Шестаков» был заказан в рамках судостроительной программы на 1903—1923 годы. Первоначально предполагалось построить 4 эсминца-истребителя класса улучшенный «Сокол» и таким образом, вместе с эсминцами типа «З» и «Ж», довести общее число «стандартных» 350-тонных миноносцев-истребителей на Чёрном море до 20 единиц.
Однако же опыт боевого использования миноносцев в русско-японской войне вынудил Морской Технический комитет уже в 1904 году перейти к типу минных крейсеров в 570 тонн. 21 ноября 1904 года на совещании в Морском ведомстве решение о постройке для Черноморского флота именно таких кораблей было утверждено и принято окончательно.

## Тактико-технические параметры

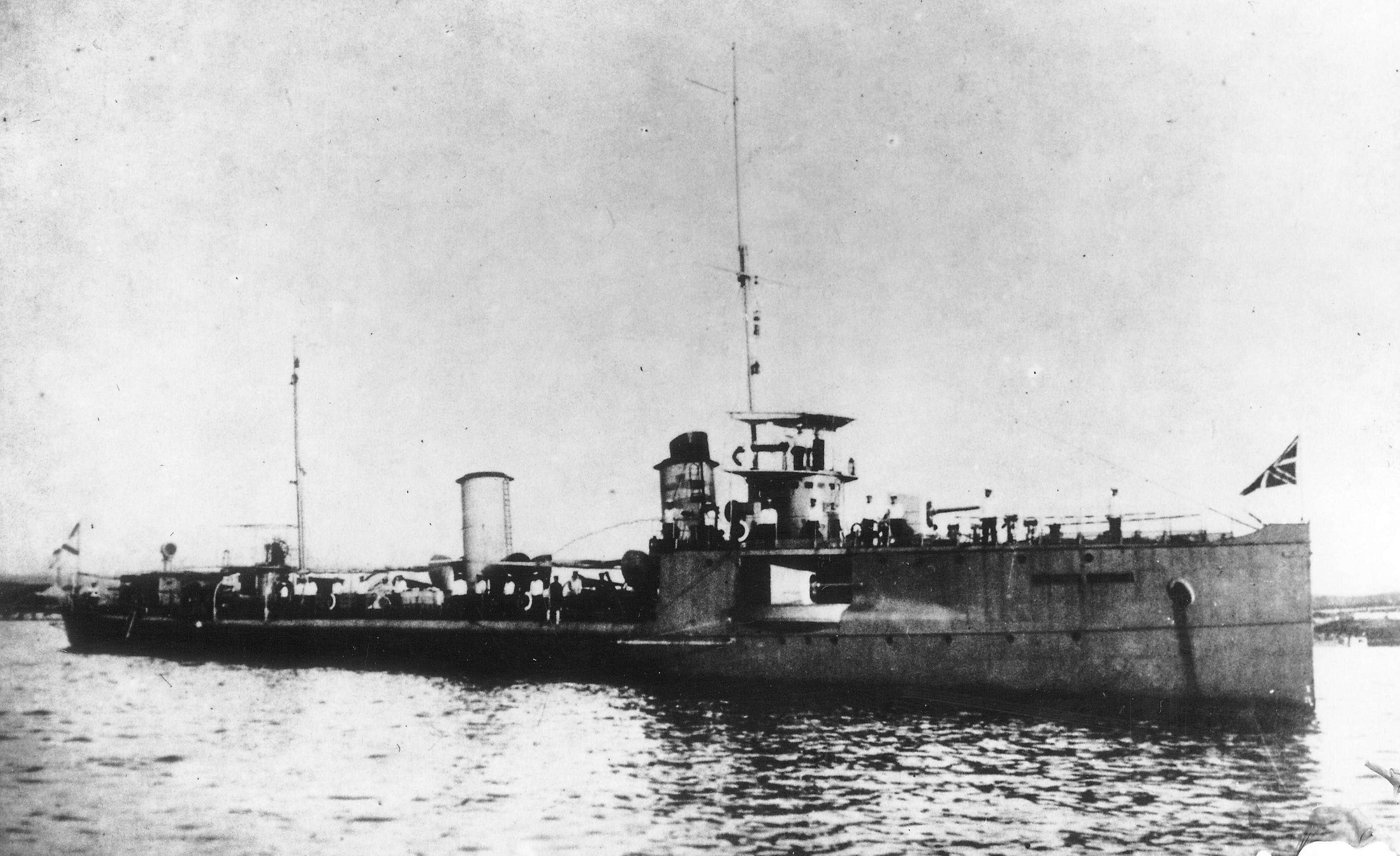
«Лейтенант Шестаков» до модернизации.

Проект «Лейтенант Шестаков» был разработан специалистами завода «Наваль» в Николаеве. За основу были взяты чертежи и спецификация минного крейсера типа «Всадник». Однако в отличие от прототипа, корабли типа «Лейтенант Шестаков» имели увеличенные размеры корпуса и большие запасы топлива, что соответственно давало большую дальность плавания. Также на кораблях типа «Лейтенант Шестаков» было решено использовать более совершенные котлы повышенной паропроизводительности системы Нормана. Внутреннее дно на крейсере не предусматривалось. Ширстрек на миделе имел толщину 8 мм, которая к оконечностям уменьшалась до 5. Толщина обшивки верхней палубы составляла 3-4,5 мм. В районе дымовых труб и машинного люка она доходила до 5,5 мм. Мощность машин в контракте не оговаривалась, но должна была обеспечивать 25-узловую скорость.

### Водоизмещение
Проектное водоизмещение должно было быть 605 тонн, фактическое нормальное водоизмещение составляло 650 тонн, а полное от 780 до 820 тонн.

### Силовая установка
Для поддержания необходимой мощности и ходовых качеств эсминца использовались две вертикальные паровые машины тройного расширения, собранные и поставленные на Николаевском заводе. Диаметры цилиндров высокого давления 550 мм, среднего давлений 820 мм, два низкого давления 830 мм. Ход поршня 500 мм. При этом общая мощностью около 6500 л. с. Специалисты МТК настояли на замене предусмотренных для этих
кораблей паровых котлов Шульца — Торникрофта на котлы Нормана. По их мнению, такая замена позволила бы увеличить скорость кораблей с 25 до 27 узлов.
Четыре котла системы Норманда (что поддерживало давление пара в 17 атм., а площадь нагревательной поверхности составляла 1364 м²) и два винта. Общая поверхность колосниковых решёток 22 м². Единственные из «Добровольцев», кто не развил и так невысокой контрактной скорости. Испытания закончили полным провалом: эсминцы развили не больше 23 узлов. Винты пришлось проектировать вновь, и лишь в мае 1909 года скорость каждого корабля приблизилась к контрактной. Проектная (6500 л. с.) мощность была перекрыта на каждом корабле, составив на «Лейтенанте Зацаренном», у «Капитан-лейтенанта Баранова», у «Лейтенанта Шестакова» и у «Капитана Сакена» соответственно 6963, 6675, 7136, 7310 л. с. Минные крейсера показали на испытаниях скорость 24,28-24,78 узла при мощности 7136-6675 л. с. Максимальная скорость на службе 22,5-24 узла. Согласно спецификации, нормальный запас угля — 96,45 т наибольший — 211 т. 9 марта 1909 года эскадренный миноносец «Капитан Сакен» продолжил испытания. На мерной миле скорость корабля составила 24,85 узла (327 об/мин). Уголь был отборный кусковой кардифф, а кочегары и машинисты — заводские. Им при среднем давлении в котлах 17,94 кГс/см² удалось выжать из машин суммарную мощность 6960,69 и. л. с. Расход угля составил 1,17 кг/и. л. с. в час.
С началом войны, когда на эти миноносцы (как самые мореходные и сильные, так как нефтяные миноносцы только еще начали вступать в строй) легла особенно сильная работа, котлы стали решительно сдавать. Редкий поход обходился без того, чтобы ежесуточно не выводились на 15-20 часов (необходимое время для прекращения пара в котле, продувания из него воды, отыскания лопнувшей трубки, ее заглушения, наполнения котла водой и разводки в нем паров) на одно-двух миноносцах дивизиона по одному, а то и по два котла вследствие лопнувших трубок. Редко дивизион выходил в отдельное от флота поручение в составе более трех миноносцев (четвертый в это время оставался при флоте, имея один или два котла выведенными из действия). С каждым походом дело ухудшалось, а так как одновременно с этим и подводные части этих миноносцев настоятельно стали требовать капитального ремонта, то в начале 1915 г. решено было весь этот дивизион отправить в Одессу для капитального ремонта на частных заводах.

### Вооружение
- Одно 120-мм орудие Канэ (главный калибр);
- Пять 75-мм артиллерийских установок Канэ;
- Четыре пулемёта калибра 7,62-мм системы Максима;
- Три 456-мм торпедных аппарата НТА;
- 40 мин заграждения на борту.

К 1914 году артиллерийское вооружение состояло из двух 120-мм орудий. В сентябре 1914 года прибавилось по две 47-мм зенитных пушки с углами возвышения до 80-87°.

## Представители
| Название                    | Заложен | Спуск | В строю | Флот    | Статус                                                                                   |
| --------------------------- | ------- | ----- | ------- | ------- | ---------------------------------------------------------------------------------------- |
| «Лейтенант Шестаков»        | 1906    | 1907  | 1909    | ЧФ, КЧФ | 18 июня 1918 года затоплен экипажем по приказу большевиков у Новороссийска, поднят ЭПРОН |
| «Капитан Сакен»             | 1906    | 1907  | 1909    | ЧФ, КЧФ | Уведён белогвардейцами в Бизерту, где был разобран на металл в начале 30-х годов         |
| «Капитан-лейтенант Баранов» | 1906    | 1907  | 1909    | ЧФ, КЧФ | 18 июня 1918 года затоплен экипажем по приказу большевиков у Новороссийска, поднят ЭПРОН |
| «Лейтенант Зацаренный»      | 1906    | 1907  | 1909    | ЧФ      | Подорвался на германской мине (юго-восток от маяка Фидониси) в 1917 году                 |

Ахиллесовой пятой всех четырёх кораблей типа «Лейтенант Шестаков» стала постоянная течь котлов.